# Félix Lacaille
Pour les articles homonymes, voir Lacaille.
Félix-Jules Lacaille est un peintre, dessinateur et illustrateur français né le 27 février 1856 à Paris, ville où il est mort le 21 septembre 1923.

## Biographie
Félix Lacaille entre à l'École des beaux-arts de Paris en 1876 dans la classe d'Henri Lehmann. L'année suivante, il reçoit le prix Fortin-d'Ivry au concours annuel de perspective. Il suit également les cours d'Adolphe Yvon.
En 1883, il reçoit du conseil général de la Seine une bourse de 1 200 francs, destinée aux élèves les plus pauvres.
Au milieu des années 1880, il devient illustrateur pour les éditeurs Pellerin et Quantin, ainsi que pour la maison Alfred Mame : ses dessins sont destinés à des ouvrages pour la jeunesse.
En 1889, il devient sociétaire des artistes français et figure au Salon de ce mouvement.
Dans les années 1900, il collabore à la Librairie des Catéchismes.
Il est encore actif dans les années 1920, puisqu'il produit des dessins originaux pour la revue Mer & Colonies, organe de la Ligue maritime et coloniale.

## Œuvres dans les collections publiques
- Angoulême, Cité internationale de la bande dessinée et de l'image : L'Enfant et le Chat, série « Imagerie artistique Maison Quantin » no 4, 1887[5].
- Beaune, musée des beaux-arts : Mors vitrix, 1884, huile sur toile, 300 × 182 cm.
- Flixecourt : Portrait de Jean-Baptiste Saint, 1882, huile sur toile[6].
- Paris, École nationale supérieure des beaux-arts :
  - Le Jugement de Salomon, 1877, huile sur toile, 33 × 41 cm ;
  - Figure peinte [homme nu], 1877, huile sur toile, 81 × 61 cm ;
  - Faune au chevreau, 1877, dessin, pierre noire sur calque ;
  - Figure dessinée d'après nature, 1877, dessin, pierre noire et fusain ;
  - Niobide, 1878, dessin, pierre noire sur papier ;
  - Persée délivrant Andromède, 1878, dessin au crayon noir sur calque ;
  - Jésus et la Samaritaine, 1878, huile sur toile, 33 × 41 cm ;
  - Figure peinte [homme nu], 1878, huile sur toile ;
  - Figure dessinée d'après nature, 1879, pierre noire et fusain, 62,40 × 68,20 cm ;
  - La Ville de Paris [allégorie], 1880, dessin.

## Ouvrages illustrés
- Armand Silvestre, Contes de derrière les fagots, Paris, Marpon & Flammarion, 1886.
- Abbé Gobat, Miralda la petite négresse ou le rossignol noir de La Havane, Tours, Alfred mame, 1894.
- Gustave Valat, Grand talent et grand cœur. Nouvelle historique d'après des documents inédits, Tours, Alfred Mame, 1895.
- Marguerite Levray, Georgette, Tours, Alfred Mame, 1898.
- Jules de Gastyne, Les apaches de Paris, J. Ferenczy éditeur, 1903.
- René D'Anjou, Au tournant de la route, Paris, Librairie Pierre Rivière, 1906.
- André Marty et Marius Serpet, L'Histoire de Jeanne d'Arc d'après les documents originaux, Paris, Impr. Frazier-Soye, 1907.
- Marguerite Levray, Isabelle Le Trégonnec, Tours, A. Mame et fils, non daté [1926 ?]
- Roger Dombre, Brimborion histoire d'un mousse, Tours, Alfred Mame, non daté.